# Bolobo (territoire)
Le territoire de Bolobo est une entité administrative déconcentrée de la province de Mai-Ndombe en république démocratique du Congo. Son chef-lieu est Bolobo. Sous la gestion du nouveau Administrateur Jonathan IPOMA EPELE

## Géographie
Bolobo est situé à 330 km de la capitale, Kinshasa. Le territoire de Bolobo  est bordé à l'ouest par le fleuve Congo (+/- 330 km); il est traversé au sud  par la rivière Kwa qui sépare le territoire de Bolobo et celui de Kwamouth et se jette sur le fleuve Congo au niveau de la cité de Kwamouth (bouche de Kwa). 

## Économie
La région est très riche en poissons qui sont consommés dans tout le Congo.